# Johannesevangelium (St. Cuthbert)

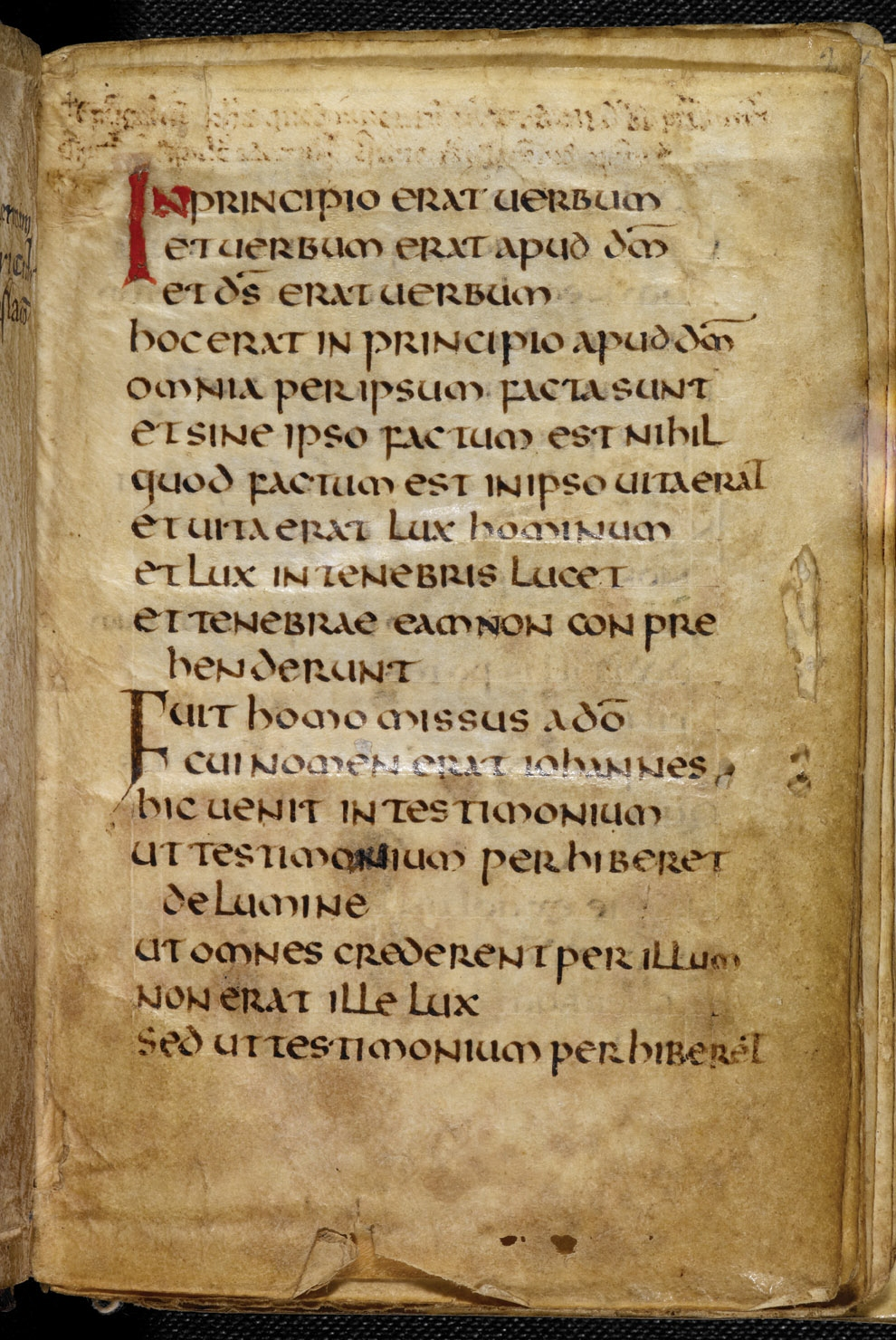
Evangelium des St. Cuthbert, London, British Library, Additional MS 89000, fol. 1r

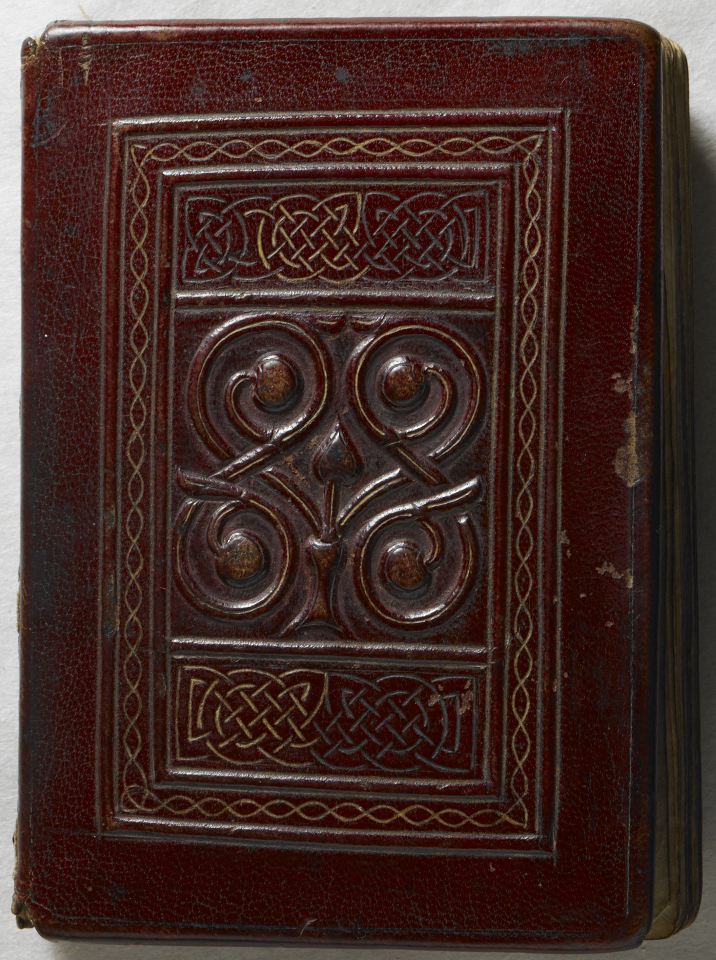
Originaler angelsächsischer Bucheinband

Das Evangelium des St. Cuthbert (London, British Library, Additional MS 89000, früher ebd., Loan 74) ist eine in England entstandene Handschrift aus dem frühen 8. Jahrhundert.

## Beschreibung
Der Codex enthält auf 94 Folia den vollständigen Text des Johannes-Evangeliums in lateinischer Sprache. Der Text ist in Unzialschrift geschrieben und ohne Verzierungen und Illustrationen. Das Buch ist das älteste erhaltene Buch Europas in der originalen, koptischen Heftung und im originalen, ziegenledernen Einband. Es ist nur 138 × 92 mm groß und gehört zur Gruppe der sogenannten angelsächsischen Taschenevangeliare. Es zählt somit zu den kleinsten bekannten Codices angelsächsischer Herkunft. Der früheste originale angelsächsische Bucheinband besteht aus Ziegenleder über einer Birkenholzplatte. Auf dem Vorderdeckel befindet sich ein reliefiertes Ornament aus Kelch und Weinranken, umgeben von eingeritztem Flechtbandrahmen. Als ältestes erhaltenes Buch Europas gilt der Ambrosiuscodex aus dem 5. Jahrhundert, der sich im Kärntner Benediktinerstift St. Paul im Lavanttal befindet und gleichzeitig eines der ersten illuminierten Manuskripte überhaupt ist.

## Geschichte
Die Handschrift entstand wahrscheinlich in den ersten Jahrzehnten des 8. Jahrhunderts in der Abtei Monkwearmouth-Jarrow in Northumbria. Sie wurde 1104 im Sarg des heiligen Cuthbert entdeckt, der von seinem ursprünglichen Standort in der Kathedrale zu Lindisfarne aufgrund der Gefahr dänischer Invasionen über die Stationen Melrose und Ripon in die Kathedrale von Durham gelangt war. Sie wurde darum lange als dessen persönliches Exemplar angesehen. Neuere paläographische Forschungen ergaben jedoch eine spätere Entstehungszeit. Wann das Buch in den Sarg gelangte, ist unklar.
Zu einem unbekannten Zeitpunkt (nach 1531) kam das Buch in den Besitz des Jesuitenkollegs Stonyhurst in Lancashire. Ab 1979 befand es sich als Leihgabe in der British Library in London. Nach der größten Fundraising-Kampagne ihrer Geschichte erwarb es die British Library 2012 für 9 Millionen Pfund Sterling von der britischen Ordensprovinz der Jesuiten; Geldgeber waren der u. a. der National Heritage Memorial Fund (4,5 Millionen Pfund) und private Spender.